# French Bee
French Bee SAS, que opera amb el nom comercial de French bee i anteriorment French Blue, és una aerolínia francesa de baix cost i llarg abast amb base a l'Aeroport de París-Orly. Duu a terme vols entre França i destinacions vacacionals d'arreu del món. La seva seu es troba a les oficines del Grup Dubreuil a Bellevigny, al departament francès de la Vendée. És una aerolínia germana d'Air Caraïbes. A juny del 2022, la seva flota consistia en quatre Airbus A350-900 i en un A350-1000.